# Europaspiele 2015/Ringen
Bei den Europaspielen 2015 in Baku, Aserbaidschan wurden vom 13. bis 18. Juni 2015 insgesamt 24 Wettbewerbe im Ringen ausgetragen (8 für Frauen und 16 für Männer). Davon entfielen je acht auf das Freistilringen und auf das griechisch-römische Ringen. Veranstaltungsort war die Heydər-Əliyev-Arena.

## Medaillengewinner

### Freistil Männer
| Disziplin         | Gold                       | Silber                | Bronze                                     |
| ----------------- | -------------------------- | --------------------- | ------------------------------------------ |
| Klasse bis 57 kg  | Wiktor Lebedew             | Marcel Ewald          | Alexandru Chirtoacă Sezar Akgül            |
| Klasse bis 61 kg  | Alexander Bogomojew        | Beka Lomtadse         | Hacı Əliyev Wassylyj Schuptar              |
| Klasse bis 65 kg  | Toğrul Əsgərov             | Frank Chamizo Marquez | Mustafa Kaya Iljas Bekbulatow              |
| Klasse bis 70 kg  | Magomedrasul Gazimagomedow | Magomedmurad Gadżijew | Yakup Gör Ruslan Dibirhacıyev              |
| Klasse bis 74 kg  | Aniuar Gedujew             | Soner Demirtaş        | Cəbrayıl Həsənov Dschumber Qwelaschwili    |
| Klasse bis 86 kg  | Abdulraschid Sadulajew     | Piotr Ianulov         | Radosław Marcinkiewicz Sandro Aminaschwili |
| Klasse bis 97 kg  | Chetag Gasjumow            | Elisbar Odikadse      | Walerij Andrijzew Abdussalam Gadissow      |
| Klasse bis 125 kg | Taha Akgül                 | Aljaksej Schamarau    | Geno Petriaschwili Camaləddin Məhəmmədov   |

Die Wettbewerbe fanden am 17. und 18. Juni statt.

### Griechisch-römisch Männer
| Disziplin         | Gold                | Silber               | Bronze                              |
| ----------------- | ------------------- | -------------------- | ----------------------------------- |
| Klasse bis 59 kg  | Stepan Marjanjan    | Saslan Daurau        | Elman Muxtarov Tarik Belmadani      |
| Klasse bis 66 kg  | Artem Surkow        | Mihran Harutjunjan   | Həsən Əliyev Istvan Levai           |
| Klasse bis 71 kg  | Rəsul Çunayev       | Bálint Korpási       | Dominik Etlinger Frank Stäbler      |
| Klasse bis 75 kg  | Elvin Mürsəliyev    | Viktor Nemeš         | Dmytro Pyschkow Tschingis Labasanow |
| Klasse bis 80 kg  | Jewgeni Salejew     | Rafiq Hüseynov       | Daniel Alexandrow Viktar Sasunouski |
| Klasse bis 85 kg  | Dawit Tschakwetadse | Schan Belenjuk       | Ramsin Azizsir Metehan Başar        |
| Klasse bis 98 kg  | Islam Magomedow     | Dimitrij Timtschenko | Mélonin Noumonvi Cenk İldem         |
| Klasse bis 130 kg | Rıza Kayaalp        | Sabahi Şariati       | Heiki Nabi Iossif Tschuhaschwili    |

Die Wettbewerbe fanden am 13. und 14. Juni  statt.

### Freistil Frauen
| Disziplin        | Gold                   | Silber               | Bronze                                            |
| ---------------- | ---------------------- | -------------------- | ------------------------------------------------- |
| Klasse bis 48 kg | Mariya Stadnik         | Eliza Jankowa        | Iwona Matkowska Walentina Islamowa-Brik           |
| Klasse bis 53 kg | Anjela Doroqan         | Roksana Zasina       | Merve Kenger Nadseja Schuschko                    |
| Klasse bis 55 kg | Sofia Mattsson         | Katarzyna Krawczyk   | Ewelina Nikolowa Nataliya Sinişin                 |
| Klasse bis 58 kg | Emese Barka            | Tetjana Lawrentschuk | Elif Jale Yeşilırmak Grace Bullen                 |
| Klasse bis 60 kg | Marianna Sastin        | Swetlana Lipatowa    | Weranika Iwanowa Tajbe Jusein                     |
| Klasse bis 63 kg | Walerija Lasinskaja    | Julija Tkatsch       | Maryja Mamaschuk Anastasija Grigorjeva            |
| Klasse bis 69 kg | Alina Stadnyk-Machynja | Ilana Kratysch       | Natalja Worobjowa Aline Focken                    |
| Klasse bis 75 kg | Wassilissa Marsaljuk   | Jekaterina Bukina    | Maider Unda González de Audicana Swetlana Sajenko |

Die Wettbewerbe fanden am 15. und 16. Juni statt.

## Medaillenspiegel
| Rang  | Land          | Gold | Silber | Bronze | Gesamt |
| ----- | ------------- | ---- | ------ | ------ | ------ |
| 1     | Russland      | 11   | 2      | 5      | 18     |
| 2     | Aserbaidschan | 6    | 2      | 7      | 15     |
| 3     | Türkei        | 2    | 1      | 7      | 10     |
| 4     | Ungarn        | 2    | 1      | 0      | 3      |
| 5     | Ukraine       | 1    | 4      | 3      | 8      |
| 6     | Belarus       | 1    | 2      | 5      | 8      |
| 7     | Schweden      | 1    | 0      | 0      | 1      |
| 8     | Polen         | 0    | 3      | 2      | 5      |
| 9     | Georgien      | 0    | 2      | 3      | 5      |
| 10    | Bulgarien     | 0    | 1      | 3      | 4      |
| 10    | Deutschland   | 0    | 1      | 3      | 4      |
| 11    | Moldau        | 0    | 1      | 2      | 3      |
| 12    | Armenien      | 0    | 1      | 0      | 1      |
| 12    | Israel        | 0    | 1      | 0      | 1      |
| 12    | Serbien       | 0    | 1      | 0      | 1      |
| 13    | Frankreich    | 0    | 0      | 2      | 2      |
| 14    | Estland       | 0    | 0      | 1      | 1      |
| 14    | Slowakei      | 0    | 0      | 1      | 1      |
| 14    | Kroatien      | 0    | 0      | 1      | 1      |
| 14    | Norwegen      | 0    | 0      | 1      | 1      |
| 14    | Spanien       | 0    | 0      | 1      | 1      |
| Total | Total         | 24   | 24     | 48     | 96     |